# Карелин, Пётр Григорьевич
Пётр Григорьевич Карелин (29.3.1922, посёлок Сретенск, Нерчинский уезд, Забайкальская область, Дальневосточная республика (ныне город Сретенск, Забайкальский край, Россия) — 8.4.1944/9.4.1944, Армянск, Крымская АССР, РСФСР, СССР (ныне Республика Крым)) — участник Великой Отечественной войны, командир 2-й стрелковой роты 9-го гвардейского стрелкового полка, 3-й гвардейской стрелковой дивизии, 2-й гвардейской армии, 4-го Украинского фронта, гвардии лейтенант. Закрыл своим телом амбразуру пулемёта.

## Биография
Родился 29 марта 1922 года в посёлке Сретенск в Забайкалье. В раннем возрасте вместе с родителями переехал в Казахстан, где в Чарске окончил среднюю школу и затем Кустанайскую школу Гражданского воздушного флота.
В 1941 году призван в РККА и направлен в Омскую авиационную школу. Однако школу не смог закончить, поскольку в 1942 году весь курс был направлен в пехоту. Петр Карелин попал в школу младших лейтенантов, и, окончив её, 20 ноября 1942 года прибыл на фронт, где был зачислен в состав 3-й гвардейской стрелковой дивизии. С 15 декабря 1942 года участвует в боях по отражению деблокирующего удара немецких войск (Операция «Винтергевиттер») и дальнейшем наступлении. 20 декабря 1942 года был ранен в районе Нижне-Кумского. Был награждён медалью «За оборону Сталинграда».
После излечения, весной 1943 года, младший лейтенант Карелин вернулся в дивизию. Будучи командиром взвода, отличился в ходе Донбасской операции осени 1943 года, за что в начале 1944 года был награждён медалью «За отвагу»
8 апреля 1944 года началась Крымская стратегическая наступательная операция. 3-я гвардейская стрелковая дивизия наступала на Армянск. Во время прорыва первой полосы обороны противника, командир роты, лейтенант Карелин первым ворвался в траншею, вступил в рукопашную. В это время из близко расположенного дзота был открыт пулемётный огонь, который грозил сорвать атаку. Лейтенант Карелин ползком подобрался к дзоту, и руками отвёл ствол пулемёта в сторону, а телом закрыл амбразуру. Был убит расчётом пулемёта из личного оружия.
Был похоронен на кладбище № 2 г. Армянска.
Указом Президиума Верховного Совета СССР от 16 мая 1944 года за образцовое выполнение боевых заданий командования на фронте борьбы с немецко-фашистскими захватчиками и проявленные при этом исключительное самопожертвование и героизм гвардии лейтенанту Петру Григорьевичу Карелину было присвоено звание Героя Советского Союза (посмертно).
На месте боя в Армянске впоследствии была построена школа, перед школой воздвигнут бронзовый бюст героя. В Чарске Восточно-Казахстанской области установлен памятник и мемориальная доска. Одна из школ в этом городе названа именем П. Г. Карелина. Лейтенант Карелин навечно зачислен в списки части.

## Комментарии
1. ↑  По данным наградного листа.
2. ↑   По данным донесения о безвозвратных потерях.